# Ministério Federal do Meio Ambiente, Proteção da Natureza e Segurança Nuclear

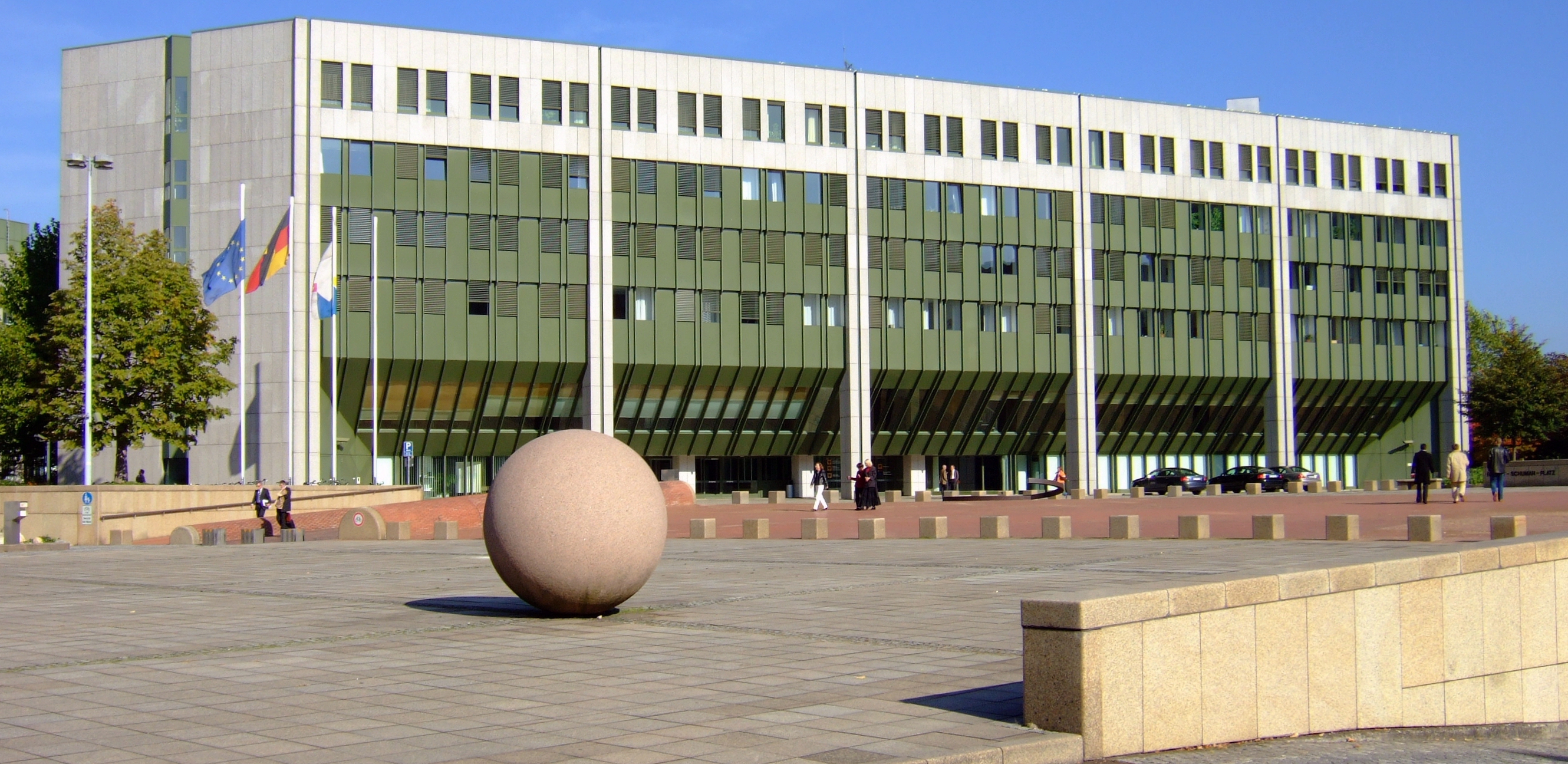
Sede em Bonn.

O Ministério do Meio Ambiente, Proteção da Natureza e Segurança Nuclear da Alemanha (em alemão: Bundesministerium für Umwelt, Naturschutz und Reaktorsicherheit) é um ministério da Alemanha. O ministério, com sede em Bonn (antiga capital da Alemanha) e filial em Berlim, foi fundado em 1986. Walter Wallmann foi o primeiro ministro (1986—1987).
- Ministro atual: Carsten Schneider (desde maio de 2025)[1]
- Abreviatura: BMU